# Dựng cờ chiến thắng trên đảo Iwo Jima

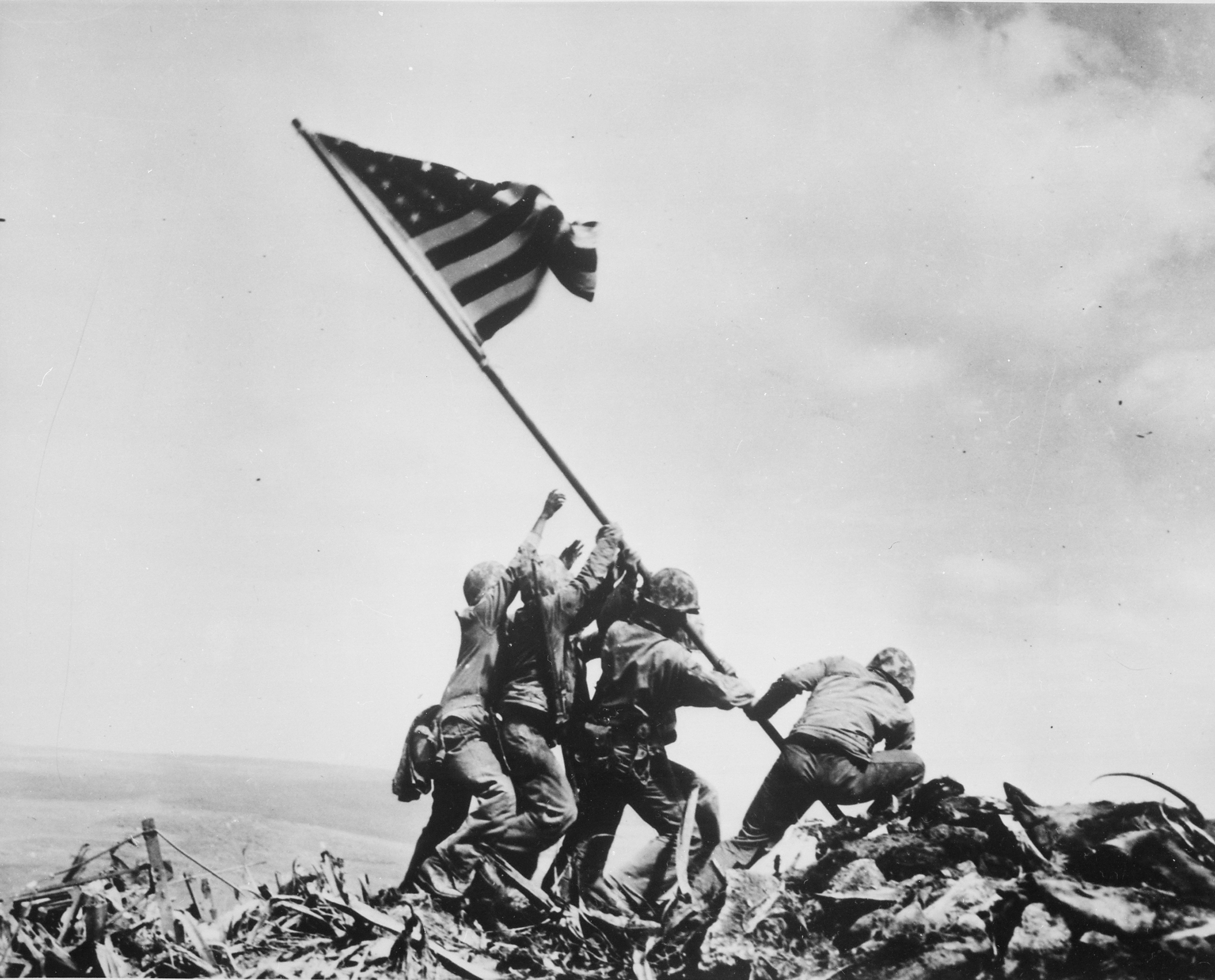
Dựng cờ chiến thắng trên đảo Iwo Jima, được chụp bởi Joe Rosenthal của hãng Associated Press

Dựng cờ chiến thắng trên đảo Iwo Jima là một bức ảnh lịch sử được Joe Rosenthal chụp ngày 23 tháng 2 năm 1945. Bức ảnh ghi lại cảnh năm lính thủy đánh bộ Hoa Kỳ và một y tá quân y của hải quân Hoa Kỳ dựng quốc kỳ Mỹ trên đỉnh núi Suribachi trong trận Iwo Jima thời thế chiến thứ hai.
Bức ảnh này cực kỳ nổi tiếng, đã được in trong hàng ngàn ấn bản. Nó là bức ảnh duy nhất giành giải Pulitzer cho ảnh chụp vào cùng năm nó được xuất bản. Ở Mỹ, nó được coi là một trong những hình ảnh chiến tranh  có ý nghĩa và được biết đến nhiều nhất, và có thể là bức ảnh được tái bản nhiều nhất mọi thời đại.
Ba trong số năm thủy quân lục chiến trong ảnh là Harlon Block, Franklin Sousley và Michael Strank đã hi sinh trong chiến đấu sau khi dựng cờ. Ba người còn lại sống sót là hai lính thủy đánh bộ Rene Gagnon và Ira Hayes, cùng với thủy thủ John Bradley; họ đã trở thành người nổi tiếng sau khi được nhận diện trong ảnh.
Sau đó Felix de Weldon đã dùng hình tượng này để điêu khắc nên tượng đài Chiến tranh Thủy quân Lục chiến, nằm ngay cạnh nghĩa trang quốc gia Arlington ở ngoại ô thủ đô Washington, D.C. Khuôn gốc được đặt tại học viện Thủy quân Lục chiến, một học viện dự bị đại học tư nhân ở Harlingen, Texas.